# Felsbachaue
Felsbachaue este o arie protejată (arie specială de conservare — SAC, sit de importanță comunitară — SCI) din Germania întinsă pe o suprafață de 13,29 ha, integral pe uscat.

## Localizare
Centrul sitului Felsbachaue este situat la coordonatele 51°58′21″N 7°07′47″E / 51.9725°N 7.1297°E.

## Înființare
Situl Felsbachaue a fost declarat sit de importanță comunitară în martie 2001 pentru a proteja 1 specie de animale. Situl a fost protejat și ca arie specială de conservare în octombrie 2004.

## Biodiversitate
Situată în ecoregiunea atlantică, aria protejată conține 2 habitate naturale: Păduri de fag Luzulo-Fagetum, Păduri aluvionare cu Alnus glutinosa și Fraxinus excelsior (Alno-Padion, Alnion incanae, Salicion albae).
La baza desemnării sitului se află o specie protejată de  mamifere: vidră de râu (Lutra lutra).